# ПРО А-35Т
А-35Т — проект системы противоракетной обороны государственных объектов (ПРО ГО), предусматривавший комплекс мер по модернизации уже существующей системы ПРО А-35 для обеспечения противоракетной обороны Московского административно-промышленного района, разрабатывавшийся в 1973 г. коллективом под руководством Г. В. Кисунько в ОКБ-30 и ряде смежных научно-производственных учреждений. Запланированное окончание работ над системой А-35Т, в соответствии с Постановлением ЦК КПСС и Совета Министров СССР было приурочено к очередной, 50-й годовщине Октябрьской революции. От Центрального комитета КПСС ход работ над проектом А-35Т курировал кандидат в члены Политбюро ЦК генерал-полковник Д. Ф. Устинов. Работы над созданием А-35Т ограничились инженерной запиской генерального конструктора системы и созданием экспериментального полигонного комплекса на территории 10-го ГНИИП МО СССР, и были прекращены ввиду отсутствия аванпроекта, и ряда недостатков, критику которых осуществляли представители Министерства обороны СССР, ответственные за рассмотрение проектов систем ПРО. Обсуждение проекта представителями заинтересованных структур выявило межведомственную конфронтацию между Комиссией по военно-промышленным вопросам при Президиуме Совета Министров, Министерством оборонной промышленности и Министерство радиопромышленности с одной стороны, и Министерством обороны с подчинёнными ему научно-исследовательскими учреждениями с другой. В итоге, предложенный способ модернизации был отклонён советским правительством, а Г. В. Кисунько снят с должности генерального конструктора ОКБ-30.

## Введение
Учитывая то обстоятельство, что сам конструктор, в своих мемуарах («Секретная зона: Исповедь генерального конструктора»), как и другие участники работы над проектом системы ПРО А-35Т, предпочли в дальнейшем не упоминать о данном проекте и о своей работе над ним, а равно умалчивается и сам факт существования этого проекта, практически все сведения о ходе работ, аргументах в пользу создания данной системы и систематизированных возражений, известны благодаря непосредственному участнику событий со стороны Министерства обороны СССР — канд. тех. наук, полковнику Н. Д. Дроздову (во время описываемых событий — заместитель начальника 5-го управления НИИ-2 МО СССР, член военной подкомиссии заводской комиссии по испытаниям системы ПРО А-35).

## Суть проекта
В 1973 г., до завершения строительства системы сокращённого состава А-35, Г. Кисунько представил на рассмотрение советского высшего военно-политического руководства инженерную записку (в воспоминаниях генерал-полковника Ю. В. Вотинцева значится как «техническая записка» с обоснованием основных научно-технических решений по модернизации системы для выполнения задачи поражения сложной баллистической ракеты), в которой изложил предложения по глубокой её модернизации, путём создания системы А-35Т, как этапа дальнейшего развития системы противоракетной обороны Москвы (литера «Т» в названии системы, возможно, отмечает А. А. Толкачёва — главного конструктора стрельбового комплекса «Аргунь»). Суть этих предложений заключалась в следующем: В созданную систему А-35 вводятся три новых стрельбовых комплекса (СК), каждый в составе радиолокатора канала цели (РКЦ) с вращающейся фазированной антенной решеткой (ФАР) с сектором обзора 12x12°, двух радиолокаторов сопровождения противоракет (РКИ), также с вращающимися ФАР с ограниченным сектором обзора и стартовых позиций противоракет.  Предполагалось, что сопровождение противоракет будет вначале осуществляться радиолокатором канала изделия, а на последнем этапе радиолокатором канала цели, т. е. в определенной степени для уменьшения ошибок наведения будут использованы возможности фазированных решёток. Учитывая, что время разработки РЛС с ФАР исчислялось годами, а порой десятилетием, разработчик альтернативной системы ПРО А-135 генерал-майор А. Г. Басистов поддержал направление разработки системы ПРО с РЛС «Неман» (главный конструктор — Ю. Г. Бурлаков, НИИ-244), становясь, таким образом, конкурентом Г. В. Кисунько с его системой А-35Т. Кроме того, средства дальнего обнаружения системы ПРО, разрабатываемые ОКБ-30 и надгоризонтные средства системы предупреждения (главный конструктор — А. Л. Минц, Радиотехническая лаборатория АН СССР) создавались независимо друг от друга, — это, в свою очередь, привело к тому, что средства работали в различных системах координат, определяющих параметры траектории баллистической ракеты каждая по-своему.

## Первоначальные замечания
По результатам обсуждения предложений, изложенных в инженерной записке, во многом, было определено направление дальнейших работ по ПРО и участие в этих работах Г. В. Кисунько. После изучения инженерной записки НИИ-2 МО выдал отрицательное заключение на предлагаемую модернизацию системы. Это заключение было поддержано организацией-заказчиком работ — соответствующим управлением Министерства обороны. В результате, сложилась нетипичная для структур военно-промышленного комплекса ситуация: НИИ-2 МО состоял из управлений, каждое из которых курировало разработку определённых систем вооружения, работая в тесном контакте с конструкторами этих систем и обычно всячески поддерживало «своего» конструктора. В этом свете, отрицательный отзыв управления научно-исследовательского учреждения в структуре Министерства обороны, занимающегося системой ПРО, на предложение генерального конструктора, по тем временам, выглядело неординарно, на что заместитель начальника института генерал-майор Ю. И. Любимов заявил в адрес управления: «Как же вы можете выступать против своего конструктора?». Неприемлемость предлагаемой модернизации, по мнению возражающей стороны, была достаточно очевидна. В инженерной записке предлагалось сохранить двухэшелонную радиолокационную систему и кроме строительства трёх новых стрельбовых комплексов, включающих в общей сложности девять радиолокационных станций (РЛС) с поворотными секторными ФАР (три РКЦ и шесть РКИ), ввести в систему дальнего обнаружения, размещаемую вокруг Москвы на внешнем периметре условного кольца радиусом 60 км, новые узлы радиолокационной станции дальнего обнаружения (РЛС ДО) «Дунай-3» таким образом, чтобы обеспечить круговой обзор воздушно-космического пространства радиолокатарами дальнего обнаружения. В такой системе радиолокационных средств потенциальные возможности РЛС с ФАР, в значительной степени, не использовались. Конструкторское решение, предусматривавшее регулярное вращение многотонных ФАР РКЦ и РКИ являлось технически сомнительным, как из соображений функциональности системы, так и из соображений целесообразности расходования материальных ресурсов, что впоследствии подтвердилось при создании нового РКЦ на испытательном полигоне. По словам генерал-полковника авиации Г. Ф. Байдукова, стоимость подшипников поворотных ФАР была больше их веса в золотом эквиваленте. И совершенно не понятным для противников создания А-35Т было стремление сохранить прежнюю структуру стрельбового комплекса. Наличие в составе стрельбовых комплексов системы А-35 стрельбовых узлов с РКЦ и двумя РКИ было обусловлено ограниченными возможностями этих РЛС по слежению за движущимися объектами: технические возможности РКЦ позволяли ему сопровождать не более двух элементов сложной баллистической цели (СБЦ) — иначе говоря, не более двух боеголовок, причем угловое расстояние между ними не должно было превышать 2°, при этом, каждый РКИ сопровождает только одну противоракету. При вводе в стрельбовый комплекс РЛС с ФАР эти ограничения снимались, даже если ФАР имела не круговой сектор обзора. В целом же, проектируемые новые РЛС системы ПРО по всем параметрам уступали уже созданной и протестированной Вооружёнными силами США на испытательном ракетном полигоне Армии США «KMR» на атолле Кваджелейн (Маршалловы острова) радиолокационной станции «МАР» (от англ. Zeus Multi-function Array Radar, сокр. MAR) со стационарной ФАР, обеспечивающей обзор всей верхней полусферы. Опытный образец РЛС со стационарной ФАР в это время уже развёртывался на 10-м Государственном испытательном полигоне МО СССР (в районе озера Балхаш, Казахская ССР). Причём, незадолго до появления инженерной записки, заместителем генерального конструктора был назначен В. Шершов. Поскольку это было время принятия решений о дальнейшем направлении работ по ПРО, а генеральный конструктор убыл в отпуск, то В. Шершов, после достаточно длительных обсуждений перспектив развития системы ПРО, принял решение переориентировать систему А-35 на новую РЛС со стационарной ФАР. Возвратившись из отпуска, генеральный конструктор отменил это решение и вернулся к идее СК с тремя РЛС с поворотными ФАР. Не дожидаясь выдачи Министерством обороны тактико-технического задания (ТТЗ) на предлагаемую в инженерной записке модернизацию системы, Г. В. Кисунько, минуя должностных лиц Министерства обороны, обратился напрямую к Д. Ф. Устинову (в то время — Секретарь ЦК КПСС по обороне) и добился выхода Постановления ЦК КПСС и Совета Министров СССР, которое санкционировало строительство трёх новых СК. В постановлениях также предписывалось создание узлов А-35Т и выделялись необходимые для этого средства. Такой способ решения возникших затруднений был в то время был возможным, так как генеральные конструктора имели возможность обращаться непосредственно в Центральный комитет, а дальнейшее развитие событий зависело от характера межличностных связей между конструктором и влиятельными членами Политбюро ЦК.

## Дальнейшее обсуждение

### Научно-технический совет ВПК СМ
Для обсуждения перспектив развития ПРО страны был собран научно-технический совет Комиссии по военно-промышленным вопросам при Президиуме Совета Министров СССР (ВПК СМ) под председательством академика А. Н. Щукина. На совете присутствовали генеральный конструктор Г. В. Кисунько и его заместители, заместитель генерального конструктора системы перехвата баллистических ракет на малых высотах (системы ПРО С-225) Т. Р. Брахман, Министр радиопромышленности СССР П. С. Плешаков (Министерство радиопромышленности было головным в ВПК СМ в части проектирования и строительства систем ПВО, ОКБ-30 находилось в составе этого министерства), заместитель Главнокомандующего Войск ПВО СССР генерал-лейтенант Н. Д. Гребенников, начальник НИИ-2 МО генерал-лейтенант артиллерии Б. А. Королёв и сотрудники института — полковники Н. Д. Дроздов и С. Д. Мокрушин, а также сотрудники комиссии. Г. В. Кисунько изложил предложения по развитию системы противоракетной обороны государственных объектов (ПРО ГО), содержащиеся в инженерной записке, Т. Р. Брахман сообщил о боевых возможностях проектируемой системы С-225. Представитель НИИ-2 МО, которому было предложено доложить позицию института, подтвердил отрицательное мнение относительно предлагаемой модернизации системы А-35, обосновав это ранее заявленными возражениями. Относительно системы С-225 было сделано заключение о целесообразности её дальнейшего проектирования, в связи, в частности, с возможностью её применения для перехвата оперативно-тактических ракет. Г. В. Кисунько в ответ заявил, что отрицательное отношение к его предложению — результат интриг известных ему лиц. Неодобрение позиции НИИ-2 МО высказали П. С. Плешаков (непосредственно на совете) и Н. Д. Гребенников (в дальнейшем). По итогам заседания, решение совета объявлено не было. Как реакция на позицию Министерства обороны, появилось второе Постановление ЦК КПСС и СМ СССР о строительстве трёх новых СК и выделении соответствующих средств (речь шла о миллиардах рублей в дореформенном исчислении).

### Совещание в ГУГК ВПВО
Вскоре своё совещание собрал Главнокомандующий Войсками ПВО СССР Маршал Советского Союза П. Ф. Батицкий. На совещание в Главном управлении Главнокомандующего Войсками ПВО СССР были приглашены руководители и сотрудники организации-заказчика и двух научно-исследовательских институтов Министерства обороны, занимающихся проблематикой ПРО. П. Ф. Батицкий открыл совещание следующим заявлением: «Тут на меня давят, чтобы я подписал ТТЗ на новый комплекс ПРО, в то же время по мнению заказывающего управления подписывать не следует. Хочу выслушать мнение научных институтов». По свидетельству непосредственного участника совещания, все присутствующие подтвердили, что новые СК системы А-35Т не обладают должными возможностями по перехвату современных баллистических ракет (БР). Батицкий объявил, что в таком случае ТТЗ он не подпишет. Таким образом, на этом этапе, между руководством ВПК СМ и руководством Министерства обороны возникли серьёзные противоречия относительно дальнейшего развития средств ПРО. Министерство оборонной промышленности и комиссия по военно-промышленным вопросам активно настаивали на создании трёх новых СК. Крупные средства для этих целей были выделены из Государственного бюджета СССР. Разработчиками А-35Т была составлена карта размещения первого из трёх СК (в районе Серпухова), где уже начались подготовительные земляные работы для последующего строительства запланированных объектов. Сотрудники Министерства обороны, занимающиеся проблематикой ПРО, считали строительство новых СК пустой тратой денег и фактически выступали против постановлений ЦК КПСС. По мнению Н. Д. Дроздова, такая позиция МО оказалась возможной потому, что Главнокомандующим Войсками ПВО СССР в то время был Маршал Советского Союза П. Ф. Батицкий, а начальником заказывающего 4-го главного управления МО генерал-полковник авиации Г. Ф. Байдуков, — лица достаточно независимые, чтобы проводить самостоятельную политику в вопросах военного строительства и формировать эту политику с учётом предложений сотрудников научно-исследовательских учреждений. После их ухода со своих постов подобная практика стала невозможной.

### Совещание в 4-м ГУ МО
Руководством ВПК СМ было назначено совещание с целью скорректировать позицию МО по этому вопросу и заставить руководство войск ПВО выдать ТТЗ на строительство средств, предложенных в инженерной записке. За день до назначенного комиссией совещания Г. Ф. Байдуков собрал всех лиц, которые определяли позицию МО в части развития ПРО. Были приглашены начальники управлений и отделов, непосредственно ведающие заказами средств ПРО: генерал-лейтенанты М. Г. Мымрин и М. И. Ненашев, полковник В. Н. Анютин; командующий войсками ПРО и ПКО генерал-лейтенант Ю. В. Вотинцев; начальник НТК войск ПВО генерал-лейтенант Г. С. Легасов, заместитель начальника 5-го управления НИИ-2 МО полковник Н. Д. Дроздов. Совещание закончилось быстро: была подтверждена позиция о нецелесообразности создания новых СК и определена делегация МО на предстоящее совещание в составе М. Г. Мымрина, М. И. Ненашева, В. Н. Анютина и Н. Д. Дроздова. Последнему был поручен доклад для изложения позиции Министерства обороны по поводу содержания инженерной записки. Г. Ф. Байдуков предложил высказать на совещании и представление МО о дальнейшем развитии ПРО и какие средства ПРО необходимо в связи с этим разрабатывать. Хотя подобные соображения могли быть выдвинуты, предложение Байдукова принято не было, так как проектирование средств являлось прерогативой конструкторских организаций. Затем последовали кулуарные ведомственные интриги. Утром следующего дня выяснилось, что М. Г. Мымрин и М. И. Ненашев на совещание не едут якобы по независящим от них причинам — первый «заболел», а второй «уехал в командировку». Г. Ф. Байдуков, который и озвучил эту информацию оставшимся на тот момент в строю двоим членам делегации, так же посетовал, что не может прибыть на совещание ВПК СМ, сославшись на свою занятость и необходимость подготовить доклад на предстоящий ему завтра военный совет. Тем не менее, вопреки ожиданиям, Байдуков, понимая возможные осложнения и несмотря на занятость, прибыл на совещание, не желая оставить без своей поддержки двух представителей МО, занимающих относительно невысокие должности. Как отмечает Н. Д. Дроздов, для генерал-полковника Байдукова были характерны подлинно государственнический подход к делу, независимое поведение при общении с высшим руководством, внимательное отношение к мнению подчинённых и других лиц, с которыми ему приходилось взаимодействовать. Как выяснилось из дальнейшего хода событий, участие в совещании Г. Ф. Байдукова оказалось решающим фактором, обеспечившим необходимый результат.

### Межведомственное совещание
Помещение для совещаний, представлявшее собой достаточно большую комнату, было переполнено. Здесь находились начальники управлений, отделов и сотрудники военно-промышленной комиссии, генеральный конструктор системы ПРО и его заместители, главные конструкторы ряда средств, входящих в систему А-35. Министерство обороны представляли только указанные три человека. Вёл совещание один из заместителей председателя ВПК СМ Л. И. Горшков. В докладе Н. Д. Дроздова были вновь приведены соображения относительно бесперспективности предлагаемой модернизации системы ПРО ГО, а также отмечалось, что ТТЗ на новые средства не могут быть подписаны из чисто формальных соображений, так как, согласно действующему Постановлению ВПК СМ, ТТЗ выдаются только после рассмотрения аванпроекта, который отсутствует, а инженерная записка, если рассматривать её содержание, претендовать на роль аванпроекта не может. После доклада состоялась краткая дискуссия. Председательствующий раскритиковал докладчика, сославшись на мнение специалистов Министерства оборонной промышленности относительно целесообразности развития системы в предлагаемом виде, а так же целесообразности технических решений, предлагаемых генеральным конструктором. В обмен репликами вмешался Г. Ф. Байдуков, резко перебив председательствующего, и заявив ему буквально следующее: «Работать вы не умеете. Берию на вас нужно с палкой!». После чего в помещении наступила тишина. Ссылка на Берию, методы работы которого, по всей видимости, не были забыты присутствующими, несмотря на то, что после его расстрела прошло уже немало времени, вызвала у большинства присутствующих представителей военно-промышленного комплекса шоковое состояние. После продолжительной паузы с места выступил главный конструктор противоракеты П. Грушин, поинтересовавшись у председательствующего и присутствующих сотрудников комиссии, действительно ли есть решение ВПК СМ, разрешающее выдачу ТТЗ только при наличии аванпроекта? После утвердительного ответа одного из сотрудников комиссии, Грушин подвёл итог дискуссии: «Тогда и говорить не о чем». В качестве компромиссного варианта, Л. И. Горшков предложил провести проверку разрабатываемых средств и предложенных генеральным конструктором технических решений на полигонном комплексе, на что возражений со стороны представителей МО не последовало, однако, было отмечено, что финансирование таких работ ведётся не из бюджета Министерства обороны. Впоследствии, Дроздов выражал сожаление о том, что не заявил по существу рассматриваемого вопроса, что строительство и испытания на полигоне предлагаемых новых РЛС категорически ничего не даст и будет простой потерей времени и средств. На этом совещание закончилось. Решение не было объявлено, но больше требований на выдачу ТТЗ не поступало.

### Кулуарное обсуждение
В кулуарах после совещания начальник отдела ВПК СМ генерал-майор Н. В. Зайкин заметил докладчику: «Вот из-за таких как Вы у нас до сих пор нет системы ПРО». Тот, в свою очередь, ответил, что это следовало высказать во время совещания, а не после его окончания. Таким образом, неуступчивая позиция МО остановила строительство трёх новых стрельбовых комплексов, бесполезных для ПРО по мнению выступивших против данной затеи, тем самым были сэкономлены значительные денежные средства и другие материальные ресурсы, и созданы условия для разработки новых средств на основе появившихся перспективных решений. Однако, что касается экономии, то, как отмечает Н. Д. Дроздов, очевидно, это была «липовая» экономия, поскольку средства, «сэкономленные» благодаря выбранной им линии критики, скорее всего были перенаправлены на другие цели в рамках ВПК СМ и, учитывая уровень секретности вопросов, касающихся финансирования исследовательских проектов в сфере обороны, остаётся только гадать, были ли они разумным вложением средств. Одним из соображений, определившим линию поведения сотрудников ВПК СМ при рассмотрении проекта модернизации было то, что система А-35, помимо своего основного предназначения (обеспечение противоракетной обороны г. Москвы), ко всему прочему, обеспечивала работой несколько тысяч человек из числа военнослужащих и гражданского персонала, и её практическая модернизация и оптимизация из соображений боевой эффективности, а не в угоду конъюнктурной ведомственной целесообразности, могла привести к сокращению непомерно многочисленного штата.

## Создание полигонных образцов
Тем временем, на полигоне были созданы новые РКЦ и РКИ. В процессе строительства и испытания подтвердилась их бесперспективность, то есть то, что, по мнению критикующих, было очевидным и до этого. Возник вопрос относительно дальнейшего использования этих средств. НИИ-2 МО предложил использовать РКЦ в составе измерительного комплекса полигона, а РКИ законсервировать. Возникшая как побочный продукт неудавшегося проекта, эта работа была оценена в воспоминаниях Ю. В. Вотинцева («Неизвестные войска исчезнувшей сверхдержавы»), как заслуга Г. В. Кисунько по созданию нового измерительного комплекса.

## Отмена проекта
Официальной реакции ВПК СМ на  дорогостоящее и не отвечающее практической необходимости развёртывание на полигоне двух РЛС не последовало. Впоследствии, беседуя с генерал-майором Н. В. Зайкиным полковник Н. И. Дроздов выяснил, что документация по строительным работам двух стрельбовых комплексов была уничтожена, сами строительные работы прекращены, а оба постановления ЦК КПСС и СМ СССР, были отменены в негласном порядке, соответствующие документы были так же уничтожены, более того, отрицался сам факт их существования до того, — ошибки высших органов государственной власти относительно проводимого под их руководством курса политики в сфере обороны не могли быть признаны открыто, поскольку они порочили репутацию ВПК СМ и лично Д. Ф. Устинова, с благосклонного одобрения и при активном участии которого эти постановления появились. В целом, подчистка документации в угоду кому-либо была явлением типичным для военно-промышленного комплекса, подобные случаи имели место также в ходе разработки и проектирования системы А-35. Например, после того, как комиссия, принимающая эскизный проект системы, отметила большое число серьёзных недостатков проекта и сделала заключение, что проект не полностью соответствует предъявленным требованиям, заключение с таким общим выводом, из которого исходила необходимость доработки проекта, было подписано всеми членами комиссии. Во время подготовки заключения комиссии, её председатель, генерал-лейтенант М. И. Ненашев находился в командировке. Прибыв из командировки, он подписал заключение, оставив без изменения весь перечень недостатков проекта, но стёр в заключительном выводе («не полностью соответствует») слово «не». После завершения испытаний полигонного варианта нового СК уже никто не решался отстаивать дальнейшую модернизацию системы по проекту, содержавшемуся в инженерной записке. По всей видимости, Г. В. Кисунько лишился поддержки Д. Ф. Устинова по этому вопросу. По мнению Н. Д. Дроздова, то упорство, с которым Г. В. Кисунько сопротивлялся использованию в проектируемой им системе новых более эффективных технических решений и не менее упорно отстаивал структуру системы, имеющую смысл при радиодальномерном методе определения координат БР и ПР, использование которой теряло смысл, если для определения координат объектов используются РЛС с ФАР, было продиктовано опытом его длительного единоличного и, по сути, авторитарного руководства созданием системы ПРО, после которого он уже просто не мог представить, что какие-либо решения, касающиеся этой системы, исходят не от него, и тем более не мог допустить внедрение в сложившуюся кооперацию разработчиков системы посторонних лиц, «чужаков». Утверждения о том, что проект системы А-35Т был отвергнут «при детальном рассмотрении многочисленных экспертных комиссий с участием военных специалистов», Дроздов квалифицирует как «ложь или, по меньшей мере, забывчивость», так как по проект системы А-35Т был отвергнут вследствие твёрдой позиции, занятой представителями Минобороны, вопреки давлению на них со стороны руководства ВПК СМ. Критические замечания отдельных лиц из комиссии, как отмечалось выше, носили кулуарный характер, а со стороны сотрудников ОКБ-30 критики не поступало вообще. 

## Итоги
В 1975 г., по решению заведующего отделом оборонной промышленности ЦК КПСС И. Д. Сербина, при участии председателя ВПК СМ Л. В. Смирнова и заместителя Министра радиопромышленности В. И. Маркова Г. В. Кисунько был снят с должности генерального конструктора ОКБ-30. Предпосылками к этому было: незавершение строительства системы ПРО А-35 к обещанному и определенному в Постановлении сроку — 50-й годовщине Октябрьской революции; отклонение разработанного в ОКБ-30 эскизного проекта системы «Аврора» и, наконец, отклонение проекта системы А-35Т. Последнее фактически означало полную необоснованность двух Постановлений ЦК КПСС и СМ СССР, в которых предписывалось создание системы А-35Т и выделялись немалые для этой цели средства. Руководство работами по всем стратегическим оборонительным системам было поручено заместителю Министра радиопромышленности СССР В. Маркову. Главному конструктору ОКБ-30 И. Д. Омельченко была поставлена задача завершения строительства и испытания системы А-35 после отстранения Г. В. Кисунько от занимаемой ранее должности. После очередной модернизации система получила шифр А-35М. Длительное сосредоточение усилий на создании системы А-35 затормозило исследования по новым перспективным средствам противоракетной обороны, в результате чего возникло отставание от США в сфере разработки новых средств ПРО, и запаздывание в системных решениях примерно на десять лет, хотя до этого СССР имел в этой части некоторый приоритет. Кроме того, на неэффективные, в конечном счёте, проекты был затрачен значительный объём государственных средств и усилий научно-технических работников. Работы над ошибками проведено не было. Как результат, события, связанные с инженерной запиской, её обсуждением и последствиями этого обсуждения, упускаются, как в описании работ по ПРО Москвы разработчиков системы А-35, мемуарах генерального конструктора Г. В. Кисунько («Секретная зона: Исповедь генерального конструктора»), так и в работах других непосредственных участников событий, например, в цикле статей Ю. В. Вотинцева в «Военно-историческом журнале» («Неизвестные войска исчезнувшей сверхдержавы»). По мнению Н. Д. Дроздова, подвёрстанная под очередные календарные памятные даты, спешка с реализацией проектов модернизации системы ПРО А-35 обусловила в итоге низкие боевые возможности указанной системы, а чтобы убедиться в бесперспективности системы А-35Т, не нужно было создавать экспериментальный комплекс этой системы на полигоне.

## Элементы комплекса
- Автоматизированная система передачи данных на основе ЦВК 5Э92б. В этой связи, возникала проблема унификации работы автоматики, т. к. система раннего предупреждения о ракетном нападении (СПРН) была оснащена ЦВК 5Э73[31].
- Радиолокационная станция дальнего обнаружения «Аргунь» (5Н24) с крупногабаритной поворотной фазированной антенной решеткой.

- Радиолокатор канала цели РКЦ-35Т. Полигонный образец радиолокатора был использован в дальнейшем как измерительный комплекс «Аргунь».. Впоследствии, в начале 1980-х гг. Постановлением СМ СССР на базе РКИ-35ТА комплекса «Аргунь» была задана разработка миллиметровой станции «Руза». Создание станции было завершено в 1988 г., испытания начались с 1989 г.

- Жидкостные противоракеты А-350М с ядерной боевой частью (конструктор — И. Н. Сметский, КБ «Молния»). На практике, однако, боевое дежурство системы А-35 и последующей её модификации А-35М осуществлялось с электронно-весовыми макетами ПР на позициях, а заправка ракет топливом осуществлялась на технических позициях, после чего они вывозились и монтировались (заряжались) на стартовые позиции, практическая схема действий (боевой расчёт) в случае реальной военной угрозы, по факту, отсутствовала[22].

## Сравнительная характеристика
| Основные сведения и тактико-технические характеристики стратегических комплексов (систем) противоракетной обороны СССР и России | Основные сведения и тактико-технические характеристики стратегических комплексов (систем) противоракетной обороны СССР и России | Основные сведения и тактико-технические характеристики стратегических комплексов (систем) противоракетной обороны СССР и России | Основные сведения и тактико-технические характеристики стратегических комплексов (систем) противоракетной обороны СССР и России | Основные сведения и тактико-технические характеристики стратегических комплексов (систем) противоракетной обороны СССР и России | Основные сведения и тактико-технические характеристики стратегических комплексов (систем) противоракетной обороны СССР и России | Основные сведения и тактико-технические характеристики стратегических комплексов (систем) противоракетной обороны СССР и России | Основные сведения и тактико-технические характеристики стратегических комплексов (систем) противоракетной обороны СССР и России | Основные сведения и тактико-технические характеристики стратегических комплексов (систем) противоракетной обороны СССР и России | Основные сведения и тактико-технические характеристики стратегических комплексов (систем) противоракетной обороны СССР и России | Основные сведения и тактико-технические характеристики стратегических комплексов (систем) противоракетной обороны СССР и России |
| Характеристики | Наименование комплекса (системы) ПРО                                                                                            | Наименование комплекса (системы) ПРО                                                                                            | Наименование комплекса (системы) ПРО                                                                                            | Наименование комплекса (системы) ПРО                                                                                            | Наименование комплекса (системы) ПРО                                                                                            | Наименование комплекса (системы) ПРО                                                                                            | Наименование комплекса (системы) ПРО                                                                                            | Наименование комплекса (системы) ПРО                                                                                            | Наименование комплекса (системы) ПРО                                                                                            | Наименование комплекса (системы) ПРО                                                                                            |
| Характеристики | «А» | «А-35» | «А-35Т» | «А-35М» | «С-225» | «С-375» | «А-135» | «А-135» | «А-235» | «А-235» |
| --- | --- | --- | --- | --- | --- | --- | --- | --- | --- | --- |
| Разработчик (изготовитель) | СКБ-30, МКБ «Факел» | ЦНПО «Вымпел», МКБ «Факел» | СКБ-30 | ЦНПО «Вымпел», МКБ «Факел» | ЦКБ «Алмаз» | ЦКБ «Алмаз» | ЦНПО «Вымпел», МКБ «Факел», ЕМКБ «Новатор»                                                                                      | ЦНПО «Вымпел», МКБ «Факел», ЕМКБ «Новатор»                                                                                      | ЦНПО «Вымпел» | ЦНПО «Вымпел» |
| Год(ы) окончания проекта | 1961—1963 | 1972—1974 | 1973 | 1978 | 1985 | 1991 | 1995 | 1995 | ?? | ?? |
| Принятие на вооружение | Нет | Да | Нет | Да | Нет | Нет | Да | Да | Н/д | Н/д |
| Тип ракеты | В-1000 | А-350Ж | А-350М | А-350Р | ПРС-1 / В-825 | ПРС-1 | 51Т6 типа А-350 | 53Т6 | 51Т6 мод. | 14Ц033 |
| Число ступеней | 2 | 2 | 2 | 2 | 2 | 2 | 2 | - | 2 | 2 |
| Тип двигателя (стартовый/маршевый) | РДТТ/ЖРД | РДТТ/ЖРД | РДТТ/ЖРД | РДТТ/ЖРД | РДТТ/РДТТ | РДТТ/РДТТ | РДТТ/ЖРД | РДТТ | РДТТ/ЖРД | ЖРД/ЖРД |
| Тип боевой части | о.-ф., ядерная | ядерная | ядерная | ядерная | ядерная | ядерная | ядерная | ядерная | ядерная | о.-ф., ядерная |
| Стартовая масса ракеты, т | — | 33 | — | 33 | — | — | 33 | 10 | — | 9,6 |
| Длина ракеты, м | 12,4—14,5 | 19,8 | — | 19,8 | — | — | 19,8 | 10,0 | — | — |
| Диаметр корпуса, м | 1,0 | 2,57 | — | 2,57 | — | — | 2,57 | 1,0 | — | — |
| Дальность действия, км | — | 350 | — | 350 | — | 500—1000 | 350 | 80 | 1000—1500 | 200—300 |
| Скорость полёта, м/с | 1000 | — | — | — | — | 2000—5000 | — | 3000 | — | — |
| Система наведения | радиокомандная | радиокомандная | радиокомандная | радиокомандная | радиокомандная | радиокомандная | радиокомандная | радиокомандная | радиокомандная | радиокомандная |
| Источник информации: Щит России: системы противоракетной обороны. — М.: Изд-во МГТУ им. Н. Э. Баумана, 2009. — С. 270. — 504 с. — ISBN 978-5-7038-3249-3. Примечание: Проекты А-35Т, С-225 и С-375 были прекращены на различных стадиях проведения опытно-конструкторских работ. Проект А-235 находится на стадии полигонных испытаний. | | | | | | | | | | |